# Красавец мужчина
«Красавец мужчина» — комедия в четырёх действиях Александра Островского. Написана в конце 1882 года.
Премьера состоялась 26 декабря 1882 года (7 января 1883) в Малом театре. 6 января 1883 года пьеса была представлена в Александринском театре.
Пьеса получила негативные критические отзывы и ставилась нечасто — всего с 1884 по 1917 год была поставлена 39 раз. Пьеса экранизирована.

## Действующие лица
- Аполлинария Антоновна, пожилая дама.
- Зоя Васильевна Окоёмова, её племянница, молодая женщина.
- Аполлон Евгеньич Окоёмов, её муж.
- Наум Федотыч Лотохин, богатый барин, пожилой, дальний родственник Окоёмовой.
- Фёдор Петрович Олешунин, молодой человек, среднего состояния, землевладелец.
- Никандр Семёныч Лупачёв, пожилой барин, очень широко живущий и бросающий деньги. Репутации не безукоризненной; в хорошем обществе не принят.
- Сосипатра Семёновна, сестра его, пожилая дама, одевается богато и оригинально, ведет себя самостоятельно и совершенно свободно, не стесняясь приличиями.
- Пьер, Жорж — молодые люди, приятели Лупачева, без определённых занятий; похожи друг на друга, одеты и причесаны одинаково безукоризненно, по последней моде; молчаливы, скромны и совершенно приличны.
- Василий, человек в вокзале.
- Акимыч, старый слуга Лотохина.
- Паша, горничная.
- Сусанна Сергеевна Лундышева, молодая вдова, племянница Лотохина.
- Иван, лакей Сосипатры Семеновны.

## Содержание
Аполлон Окоёмов, «красавец мужчина», женившись на богатой и кроткой девушке Зое, в несколько лет проматывает её состояние и решает поправить свои дела новым выгодным браком. Он предлагает любящей его жене развод, причём просит, чтобы она приняла на себя вину в измене (что по тогдашним законам дало бы право на повторный брак ему, но не ей). Беззаветно преданная Зоя после мучительной борьбы подчиняется воле Окоёмова. Но когда вслед за тем он требует от неё, чтобы она пошла на содержание к другому богатому прожигателю жизни, кроткая женщина возмущается. Лотохин, скупающий все имения своих родственниц, решает разобраться в чём дело, когда его племянница Сусанна, тоже влюбленная в Окоёмова, решает продать свое имение. При участии Сосипатры игра Окоёмова срывается. Рушится и его план женитьбы на купчихе-миллионерше Сусанне Сергеевне Лундышевой. Имя и честь Зои восстановлены. Несмотря на мольбы Окоёмова, Зоя не в силах простить его предательство и вернуться к нему. Примирение возможно только в том случае, если он найдет в своей душе «хоть что-нибудь доброе и честное».

## Постановки
- 26 декабря 1882 года (7 января 1883) — Малый театр. В ролях: Аполлинария Антоновна — Садовская, Окоемова — Федотова, Окоемов — М. Садовский, Лотохин — Макшеев, Лундышева — Никулина, Олешунин — Музиль, Лупачев — Вильде, Пьер — Южин.
- 6 января 1883 — Александринский театр. В ролях: Окоемова — Савина, Окоемов — Петипа, Лотохин — Варламов, Олешунин — Сазонов, Пьер — Каширин.
- 1940 — Иркутский театр
- 1946 — Театр им. Моссовета. Реж. Ю. А. Шмыткин, худ. М. А. Виноградов.
- 1999 — Рязанский театр драмы.
- 2006 — МХАТ им. М. Горького. Реж. В. Н. Иванов, худ. В. Г. Серебровский.
- 29 октября 2011 — Санкт-Петербургский театр "Русская антреприза" имени Андрея Миронова. Реж. Юрий Цуркану, худ. Владимир Фирер. В ролях: Зоя Окоемова — О.Семёнова, Окоемов — Я.Воронцов, Лотохин — Е.Баранов, Олешунин — С.Дьячков, Лупачёв — Д.Воробьев, Сосипатра — О.Феофанова. Пьер — Р.Ушаков, Аполлинария Антоновна — И.Волгина, Лундышева — К.Кузьмина, Жорж — А.Родимов, Акимыч — Л.Елисеев
- 2018 — Рыбинский драматический театр[3] — режиссёр Геннадий Шапошников
- 2019 — Малый театр — Реж. В.Е. Фёдоров, худ. А.В. Сергеев
- 2022 — Театр на Литейном. Реж. Сергей Грицай, худ. Александр Орлов.
- 2023 — Школа современной пьесы. Реж. Дмитрий Астрахан, худ. Дмитрий Логинов. Окоемов — Родион Вьюшкин, Окоемова — Анастасия Акатова, Лотохин — Вадим Андреев